# Liga 3 (Portugal)
Liga 3 är den tredje nivån i fotboll för herrar i Portugal sedan 2021-2022.                                                                                                                           Den är uppdelad i två serier, Série A och Série B, med 12 tävlande lag var.
När säsongen är slut flyttas de bästa lagen upp till Liga Portugal 2, och de sämsta ner till Campeonato de Portugal.

## Klubbar säsongen 2022/2023

### Série A
- Fafe
- Sanjoanense
- Anadia FC
- CDC Montalegre
- CF Canelas 2010
- FC Felgueiras 1932
- Länk FC Vilaverdense
- Braga B
- SC São João De Ver
- União SC Paredes
- Varzim
- Vitória de Guimarães B

### Série B
- Académica de Coimbra
- Amora FC
- Caldas
- Cf Os Belenenses
- FC Alverca
- FC Oliveira do Hospital
- GD Fontinhas
- LGC Moncarapachense
- Real SC
- Sporting Lissabon B
- União de Leiria
- Vitória de Setúbal